# Henri Grange
Henri Grange (Saillans, 14 settembre 1934) è un ex cestista francese.

## Carriera
Con la Francia ha disputato due edizioni dei Giochi olimpici (Melbourne 1956, Roma 1960), due dei Campionati mondiali (1954, 1963) e quattro dei Campionati europei (1955, 1957, 1959, 1961).

## Palmarès
- Campionato francese: 7

ASVEL: 1954-55, 1955-56, 1956-57, 1963-64, 1965-66, 1967-68, 1968-69
- Coppa di Francia: 1

ASVEL: 1957, 1965, 1967